# Il furioso all'isola di San Domingo

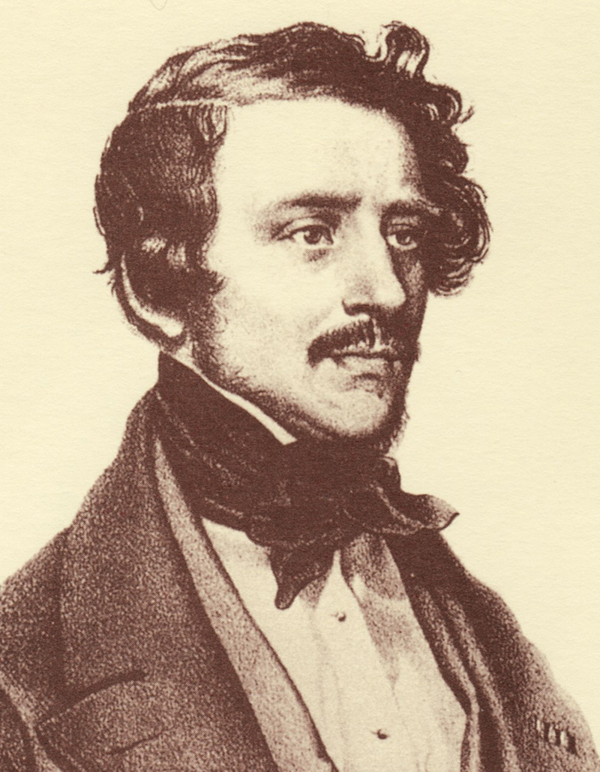
Gaetano Donizetti.

Il furioso all'isola di San Domingo (Galningen på ön San Domingo) är en italiensk opera i tre akter med musik av Gaetano Donizetti och libretto av Jacopo Ferretti efter pjäsen med samma namn av en okänd författare.

## Historia
Tillsammans med Linda di Chamounix är denna den mest framgångsrika av Donizettis operor inom genren opera semiseria. Den innehåller en buffobas-roll, Kaidamà, som bidrar med en tragikomisk dimension till handlingen. Operan hade premiär den 2 januari 1833 på Teatro Valle i Rom.

## Personer
- Cardenio (baryton)
- Fernando, Cardenios broder (tenor)
- Eleonora, Cardenios försvunna hustru (sopran)
- Bartolomeo Mergoles (bas)
- Marcella, Bartolomeos dotter (sopran)
- Kaidamà, Bartolomeos tjänare (bas)

## Handling
Den galne Cardenio befinner sig på ön San Domingo, dit han har flytt i tron att hans hustru Eleonora har varit honom otrogen. En tropisk orkan får ett skepp att lida skeppsbrott i närheten. Ombord på skeppet finns Eleonora och hon hamnar på samma strand som sin make. Galen av svartsjuka försöker han sticka ned henne med en kniv. När detta misslyckas rusar han ut i havet. Av denna vattenchock försvinner galenskapen men han föreslår ändå att de ska skjuta varandra. När Cardenio ser att Eleonora riktar pistolen mot sig själv inser han att hon älskar honom. Han omfamnar henne.